# هارولد ميتشيل
هارولد ميتشيل هو عسكري كندي، ولد في 1891، وتوفي في 14 سبتمبر 1952.